# Lakefield (Minnesota)
Lakefield – miasto w Stanach Zjednoczonych, w stanie Minnesota, w hrabstwie Jackson.